# Kearsley, Northumberland
Kearsley är en ort i civil parish Matfen, i grevskapet Northumberland i England. Orten är belägen 12 km från Corbridge. Kearsley var en civil parish 1866–1955 när det uppgick i Matfen. Civil parish hade 9 invånare år 1951.